# Essenscia
 (juillet 2011).
Si vous disposez d'ouvrages ou d'articles de référence ou si vous connaissez des sites web de qualité traitant du thème abordé ici, merci de compléter l'article en donnant les références utiles à sa vérifiabilité et en les liant à la section « Notes et références ».
Essenscia (anciennement Fédération des industries chimiques de Belgique, puis Fedichem) est la fédération belge de l'industrie chimique et des sciences de la vie, une organisation professionnelle belge défendant les intérêts des industriels actifs dans ces domaines. Elle compte près de 800 membres, en grande partie des PME, et est active dans 17 secteurs.
Essenscia est structuré selon les réalités institutionnelles de la Belgique : les trois sections régionales de Essenscia, sont les interlocuteurs des entreprises auprès des autorités bruxelloises, flamandes et wallonnes pour les matières régionales. Yves Verschueren est administrateur délégué d'essenscia, Frank Beckx d'essenscia Vlaanderen, Frédéric Druck d'essenscia Wallonie/Bruxelles.
La plupart des membres sont actifs à l'exportation. Ensemble, ils réalisent un chiffre d'affaires de 62,7 milliards d'euros (2013). Ils occupent directement 88 700 personnes, ce qui équivaut à 18,1 % de l'emploi dans l'industrie belge. À cela, il faut ajouter 145 000 emplois indirects.
Les sujets spécifiques aux secteurs sont traités par Essenscia en collaboration avec la FEB, Voka (en Flandre), l'UWE (en Wallonie), Beci (à Bruxelles) et avec le CEFIC au niveau européen.